# Nicholsicypris dorsohorizontalis
Nicholsicypris dorsohorizontalis är en fiskart som beskrevs av Nguyen och Doan, 1969. Nicholsicypris dorsohorizontalis ingår i släktet Nicholsicypris och familjen karpfiskar. Inga underarter finns listade i Catalogue of Life.